# Motionless in White
Motionless in White — американская метал-группа из города Скрентон, штат Пенсильвания. Коллектив был основан в 2004 году и стал известен благодаря мрачным текстам и готическому внешнему виду участников. На данный момент в группе состоят Крис Черулли, Рикки Олсон, Райан Ситковски, Винни Мауро и Джастин Морроу. Сейчас Motionless in White подписаны на Roadrunner Records и выпустили два EP и шесть полноформатных альбомов. Их альбом Creatures достиг 175 позиции в Billboard 200 в 2010 году.

## История

### Образование иThe Whorror(2005—2007)
Motionless in White были основаны в 2005 году Крисом «Motionless» Черулли, Анджело Паренте, Фрэнком Поламбо и Кайлом Уайт в школе. Со временем звучание коллектива менялось и оказывалось под влиянием групп, играющих альтернативный рок, эмо и пост-хардкор. В группе успели побывать многие друзья участников, пока не сложился окончательный состав, который начал играть металкор с элементами готической музыки и индастриала, что было хорошо заметно в демо-записи, которую группа записала в 2005 году. Демозапись содержала первые три трека группы — «Bleed In Black And White», «Trace Out the Heart» и «Violets are Blue…».
Группа много раз выступила на Warped Tour 2006 и через год выпустила свой первый мини-альбом The Whorror на Masquerade Recordings.
Название группы отсылает к песне Motionless and White, группы Eighteen Visions.

### When Love Met Destruction(2008—2009)
После тура в поддержку альбома The Whorror у Motionless in White было в запасе достаточно песен для записи полноформатного альбома. Им мешал тот факт, что они по-прежнему были подписаны на местном лейбле, но это не остановило группу в работе над материалом. Альбом получил название When Love Met Destruction, который был записан в 2008 году и должен был выйти тогда же, но он так и не получил дату официального релиза, так как все песни были выложены в интернет раньше срока. После этого группа гастролировала в течение года с такими коллективами, как August Burns Red, Asking Alexandria и многими другими.
Эти выступления привлекли внимание более крупного лейбла Tragic Hero Records, на который группа и подписалась до того, как перешла на Fearless Records в конце 2008 года. На этот момент Motionless in White решили перезаписать шесть из одиннадцати треков, которые были в альбоме When Love Met Destruction, и выпустить этот материал в виде EP-альбома, который вышел 17 февраля 2009 года на Tragic Hero Records. Первым синглом группы стала песня «Ghost in the mirror». На этот трек было снято видео. После выпуска EP группа отправилась в тур на год.

### Уход Поламбо из группы иCreatures(2009—2010)
После выпуска When Love Met Destruction группу покинул басист Фрэнк Поламбо по причине того, что потерял интерес к звучанию группы. Новым басистом коллектива стал Рикки «Horror» Олсон (Richard Olson), присоединившийся к группе в октябре 2009 года. Спустя несколько месяцев Motionless in White приступили к записи первого полноформатного альбома под названием Creatures с продюсером Эндрю Уэйдом. Первым синглом из альбома стал «London in terror», премьера которого состоялась на сайте Fearnet.
Creatures был выпущен 12 октября 2010 года на Fearless Records и занял 175 место в Billboard Top 200 чарте и шестое место в Heatseekers чарте за первую неделю продаж. Фронтмен коллектива заявил, что «этот альбом для всех тех, кто хоть раз имел проблемы насчёт того, как одевается, выглядит или что слушает. И это то, о чём этот альбом». Группа привлекла своих слушателей для написания текста одноимённого трека с альбома. В начале 2010 года группа отправилась в тур с Drop Dead, Gorgeous, Sky Eats Airplane, 4 дня из которого провела на Vans Warped Tour 2010, после чего летом отправилась в тур с Asking Alexandria и Born of Osiris. В октябре группа выступала с Black Veil Brides и после этого в ноябре объединилась в один тур с A Skylit Drive. В 2011 году Motionless in White вернулись в родной город с презентацией альбома.

### Уход Белла и новые премьеры клипов (2010—2011)
4 мая 2011 года группу покинул гитарист Томас Джозеф «TJ» Белл. По словам самого Белла, причиной этого стала его занятость в качестве сессионного музыканта в Escape the Fate. Он должен был встретиться с Motionless in White в Орландо под конец тура, но вместо этого он был в Лос-Анджелесе из-за финансовых проблем. По мнению остальных участников группы, Белл нарушил график выступлений и поставил их под угрозу срыва из-за своей занятости в Escape the Fate и даже не предупредил группу, что он не сможет быть с ними в течение двух недель. Motionless in White были вынуждены выступать с одним гитаристом в составе. Их выступление началось с фразы: «Если бы наше выступление не сильно зависело от второго гитариста, то это было бы просто великолепно. Но, к сожалению, сейчас мы выступаем с одним гитаристом, из-за этого наше шоу сильно пострадает. Мы решили, что TJ должен уйти».
После ухода Белла его место занял Олсон. В июне Motionless in White анонсировали короткий фильм о работе над заглавным треком Creatures. Сам клип был снят Stephen Penta и содержал «интенсивный характер». Сама группа описала видео как нечто в стиле первых видео Marilyn Manson и Nine Inch Nails.
В туре место бас-гитариста занял сессионный музыкант Девин Сола, а Олсон стал играть на гитаре. Видео на трек «Puppets» было записано в Лас-Вегасе 21 августа 2011 года. Видео на «Immaculate Misconception» было выпущено 11 ноября 2011 года (11/11/11). Ди Снайдер, вокалист группы Twisted Sister, выступил в качестве приглашённого гостя, а его сын Коди — в качестве режиссёра. Сола был утверждён как новый басист группы 27 ноября 2011 года.

### Infamousи Deluxe Edition (2012—2013)
В начале 2012 года было объявлено о том, что переиздание Creatures выйдет 2 апреля. Также группа заявила, что продюсерами их предстоящего альбома станут Тим Сколд и Джейсон Суекоф.
В конце апреля стала известна дата выхода нового альбома — 13 ноября. Альбом получил название Infamous. Первый сингл под названием «Devil’s Night» был выпущен 25 сентября.
10 июня 2013 года была выпущена Deluxe Edition — версия альбома Infamous, которая включала в себя оригинальные 12 песен, но уже пересведённые, 2 новых трека, радио-версию сингла A-M-E-R-I-C-A и 3 ремикса, за авторством Celldweller, Combichrist и Ricky Horror. Также были перезаписаны барабанные партии ко всем трекам новым участником группы — Брэндоном «Rage» Рихтером.

### Reincarnate(2014)
Новый альбом Motionless In White, получивший название Reincarnate, вышел 16 сентября. Некоторые песни были записаны с участниками других групп. Так, трек «Puppets 3(The Grand Finale)» исполняет Дэни Филт из Cradle of Filth, трек «Contempress» записан при участии Марии Бринк из In This Moment, а «Final Dictvm» записан с Тимом Скольдом. На трек «Reincarnate» создан клип. Выход клипа на трек «Break the cycle» состоялся 19 февраля 2015 года.
Звучание группы в альбоме больше относится к индастриал-металу и альтернативному металу.

### Graveyard Shift(2017)
24 июня 2016 года группа выпустила сингл «570» и чуть позже, 13 июля, видео к нему. Новые релизы группы с этого момента выходят на Roadrunner Records. Спустя некоторое время было объявлено название нового альбома, а также Крис, фронтмен группы, записал видео, в котором объявил конкурс, по замыслу которого поклонники группы могли принять участие в создании обложки нового альбома Motionless In White, где победитель получит большое денежное вознаграждение, а также возможность лично увидеться с группой.
В интервью журналу Alternative Press Крис заявил следующее: «Мне кажется, что именно этот альбом мы сможем назвать наиболее цельной работой. Все уже знают, что мы не любим придерживаться одного стиля, — у каждого из нас широкий спектр музыкальных предпочтений, которые так или иначе влияют на создаваемую нами музыку, поэтому мы поставили перед собой цель попробовать себя в каждом из возможных направлений. Могу сказать, что этот альбом будет гораздо тяжелее последних двух. В новом альбоме, по сравнению с предыдущими, будет гораздо меньше медленных, мелодичных треков. В нём будет не так много инструментальной музыки, не так много электроники, — опять же, повторюсь, что, возможно, всё это вновь появится в наших следующих работах, просто сейчас мы решили взять немного другой курс».
В январе 2017 клавишник Джош Болз в своём инстаграме сообщил, что покидает группу, в которой играл полных 10 лет. На живых выступлениях на смену Болзу пришла Mэри-Кристин Аллард.
25 января группа выпускает второй сингл с нового альбома под названием «Eternally Yours».
27 января стала известна точная дата выхода четвертого альбома под названием Graveyard Shift — 5 мая 2017.

### Disguise(2019)
17 апреля 2019 года группа выпускает два сингла с нового альбома под названием «Disguise» — «Disguise» и «Brand New Numb». Также были опубликованы список композиций и обложка альбома, созданная Заком Данном.
10 мая группа выпустила третий сингл — «Undead Ahead 2: The Tale of the Midnight Ride» и видеоклип к нему.
21 января 2020 года выходит клип на «Another Life». 1 июля 2021 — на «Thoughts & Prayers».

### Scoring the End of the Worldи Deluxe-издание (2022)
20 августа 2021 года выходит новая песня группы «Timebomb» и его видео-визуализация.
11 марта 2022 группа выпускает сингл «Cyberhex» с предстоящего альбома «Scoring the End of the World». В этот же день выходит и видеоклип.
14 апреля 2022 — песня «Masterpiece» и видеоклип на неё.
13 мая 2022 года — «Slaughterhouse» и визуализация на трек. В записи принял участие Брайан Гаррис из группы Knocked Loose.
3 июня 2022 — «Scoring the End of the World», записанный вместе с Миком Гордоном.
Выход альбома состоялся 10 июня 2022 года.
8 сентября 2023 года было выпущено Deluxe-издание альбома, куда вошли четыре новых трека, два из которых являются кавером и альтернативным миксом уже существующих треков, и два совершенно новых, ранее невиданных: Hollow Points и Fool's Gold.

## Стиль
Стиль Motionless in White можно определить как металкор/постхардкор с влиянием готической музыки и индастриала. Fearnet описали стиль как «готический металкор» и «хоррор-метал». В последних двух альбомах (disguise и scoring the end of the world) прослеживается отклонение от изначального тяжелого стиля группы в сторону альтернативного и индастриал метала. Сами музыканты заявляют, что на них повлияли: Slipknot, Misfits, Bleeding Through, Cradle of Filth, Himsa, The Black Dahlia Murder, Marilyn Manson и Eighteen Visions. Структура песен состоит из сложных риффов с бласт-битами и брейкдаунами. Мрачную атмосферу треков подчёркивают клавиши. Тематика текстов содержит в себе истории об ужасе, сердечных переживаниях и безумии в сочетании с фантастикой.

## Дискография
Студийные альбомы
- Creatures (2010)
- Infamous (2012)
- Reincarnate (2014)
- Graveyard Shift (2017)
- Disguise (2019)
- Scoring the End of the World (2022)

Мини-альбомы
- The Whorror (2007, Masquerade)
- When Love Met Destruction (2009, Tragic Hero)
- Another Life / Eternally Yours: Motion Picture Collection (2020, Roadrunner)

## Участники
Текущие участники
- Крис «Motionless» Черулли — вокал (с 2005); ритм-гитара (2005—2006)
- Райан Ситковски — соло-гитара (с 2008)
- Рикки «Horror» Олсон — ритм-гитара, бэк-вокал (с 2009); бас-гитара (2009—2011)
- Винни Мауро — ударные (с 2014)
- Джастин Морроу — бас-гитара (с 2019, 2018—2019 как сессионный участник)

Бывшие участники
- Фрэнк Поламбо — бас-гитара (2005—2009)
- Кайл Уайт— соло-гитара (2005—2008)
- Томас «TJ» Белл — ритм-гитара, совокал (2007—2011); бас-гитара, бэк-вокал (2018 как концертный участник)
- Анджело Паренте — ударные (2005—2013)
- Брэндон Рихтер — ударные (2013—2014)
- Джош Болз — клавишные (2006—2017)
- Девин «Ghost» Сола — бас-гитара, бэк-вокал (2011—2018)

Сессионные и концертные участники
- Кимбер Пэрриш — бас (2011)
- Пабло Сегура — ударные (2012)
- Том Хейн — ударные (2014)
- Mэри-Кристин Аллард — клавишные (2017)